# Музыкальная академия (Катовице)

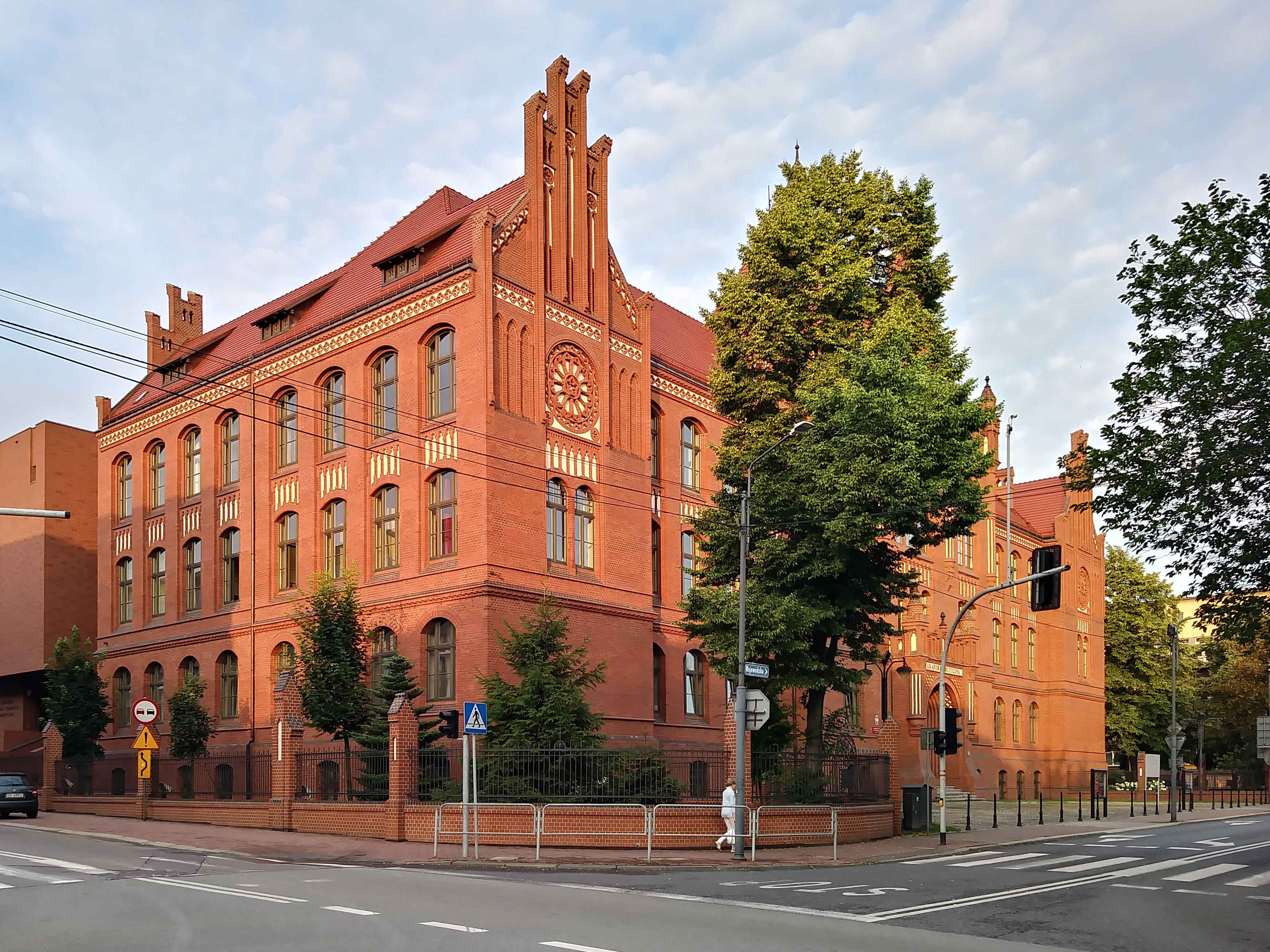
Одно из зданий Академии на Воеводской улице

Музыкальная академия имени Кароля Шимановского в Катовице  (Akademia Muzyczna imienia Karola Szymanowskiego w Katowicach) — высшее музыкальное учебное заведение в г. Катовице.
Открыта в 1929 году под названием «Государственная консерватория». 12 ноября 1979 года получила статус академии и имя Кароля Шимановского. Академия занимает 4 корпуса, главный корпус — здание неоготического стиля конца XIX века, отреставрированное в 1998 году.
Среди выпускников Академии — композиторы Х. М. Гурецкий, В. Киляр, В. Шалёнек, И. Свидер, А. Ласонь, Э. Кнапик, пианист Кристиан Циммерман.